# Derek Taylor
Derek Taylor (Liverpool, 1932. május 7. – Sudbury, Suffolk, 1997. szeptember 8.) angol író, újságíró, publicista, a Beatles egykori sajtófőnöke. A The Beatles bizalmasa volt. Az együttes feloszlása után is szoros kapcsolatban maradt George Harrisonnal és John Lennonnal. Harrison 1980-as önéletrajzi művének, az I, Me, Mine-nak a  szerkesztője.

## Korai évek
Taylor 17 évesen kezdte újságírói pályafutását Liverpoolban a Hoylake és West Kirby Advertisernél  majd a Liverpool Daily Post and Echo-nál folytatta. Később olyan észak-angliai nemzeti brit lapoknál dolgozott, mint a News Chronicle, a Sunday Dispatch és a Sunday Express. 1952-től rendszeresen cikkezett és színházi kritikákat írt a Daily Express-ben.

## Taylor és a Beatles
Taylor a Daily Express újságírója volt, amikor azt a feladatot kapta, hogy írjon beszámolót a Beatles 1963. május 30-i koncertjéről. A szerkesztői elvárás szerint egy rövidke kritikát kellett volna írnia, mert a brit sajtó abban az időben még csak múlékony tini hóbortnak tekintette a Beatlest. Őt azonban annyira elbűvölta a zenekar muzsikája, hogy végül dicshimnuszt zengett róluk a cikkben. Rövidesen meg is hívták a Beatleshez egy találkozóra, és gyorsan a csapat bizalmasává vált.
Ahogy a Beatles országszerte egyre nagyobb figyelmet vont magára, Taylor szerkesztői kapva a lehetőségen, a forgalom fellendítése érdekében azt a látszatot keltették, mintha az egyik Beatle írná Taylor cikksorozatát a lapban, amely kísértet-történeteket tartalmazott. Harrison volt végül is az a Beatle, aki belement ebbe az üzleti csúsztatásba oly módon, hogy ő szállította a sztorikat, Taylor pedig csiszolt rajtuk.
1964 elején Brian Epstein megbízta Taylort a Beatles sajtóközleményeinek publikálásával, s azzal, hogy az együttes kapcsolattartója legyen a médiával. Egy rövid ideig Brian személyi asszisztense volt, sőt, 1964 derekán segített neki az A Cellarful of Noise c. önéletrajzának írásában is. 
Az 1964-es nyári amerikai Beatles-koncertkörúton az együttes sajtóreferenseként vett részt, de utána lemondott e tisztségéről és a Daily Mirrornál dolgozott.
1965-ben az egyre gyarapodó családjával – 1958-ban vette feleségül Joan Doughty-t, aki haláláig társa volt, és házasságukból 6 gyermekük született – Kaliforniába költözött ahol saját PR-céget alapított, publicitást adva olyan zenekaroknak, mint a The Byrds, a The Beach Boys és a Paul Revers and the Raiders. Kulcsfigurája volt a legendás 1967-es Monterey Popfesztivál szervezőgárdájának mint publicista és szóvivő.
1968 áprilisában George Harrison kérésére visszatért Angliába, hogy ismét a Beatlesnek dolgozzon. Ő lett az együttes új cégének, az Apple Corps -nak a sajtófőnöke. Hatalmas része volt a cég aktivitásában a kulcsprojektekben való tevékeny részvételével: pl. meghatározó szerepe volt 1969-ben John Lennon és Yoko Ono világbékéért folytatott kampányának színrevitelében. Lennonnak a Give Peace a Chance c. dalának szövegében utalás is hallható Taylorra, aki barátaival (többek között Tommy Smothers , Timothy Leary és Norman Mailer) részt vett a dal felvételén.

## A Beatles utáni idők
Miután 1970-ben távozott az Apple-től, az újonnan indult brit lemezcég, a Warner Music Group munkatársa lett, amely az USA-ban Kinney Corporation révén forgalmazott hanglemezeket olyan kiadókon keresztül, mint a Warner Bros, a Reprise, Elektra vagy az Atlantic Records. Taylor a speciális projektek igazgatója volt, olyan sztárokkal dolgozott, mint a The Rolling Stones, Yes, America, Neil Young, Vivian Stanshall, Carly Simon vagy Alice Cooper.
A 70-es évek közepén újra Amerikába ment, ahol a Warner Bros Records értékesítési alelnöke pár évig, de nem találta a helyét Kaliforniában, újra visszatért Angliába. A 80-as évek elején társszerzőként dolgozott Michelle Phillips és Steven Spielberg mellett, és George Harrison filmcégénél – Handmade Films – is vállalt munkát. A 90-es évek elején újra csatlakozott az Apple csapatához, ahol olyan projektek részese volt, mint a Live at the BBC és a Beatles Anthology.